# Ричмонд (Нью-Гемпшир)
Ричмонд (англ. Richmond) — місто (англ. town) в США, в окрузі Чешир штату Нью-Гемпшир. Населення — 1197 осіб (2020).

## Демографія
Згідно з переписом 2010 року, у місті мешкало 1155 осіб у 417 домогосподарствах у складі 313 родин. Було 492 помешкання
Расовий склад населення:
| - 97,3 % — білих - 0,8 % — корінних американців - 0,3 % — чорних або афроамериканців - 0,3 % — азіатів |

До двох чи більше рас належало 1,2 %. Частка іспаномовних становила 2,3 % від усіх жителів.
За віковим діапазоном населення розподілялося таким чином: 24,1 % — особи молодші 18 років, 63,1 % — особи у віці 18—64 років, 12,8 % — особи у віці 65 років та старші. Медіана віку мешканця становила 43,6 року. На 100 осіб жіночої статі у місті припадало 100,9 чоловіків;  на 100 жінок у віці від 18 років та старших — 94,9 чоловіків також старших 18 років.
Середній дохід на одне домашнє господарство  становив 74 390 доларів США (медіана — 65 813), а середній дохід на одну сім'ю — 83 110 доларів (медіана — 72 679). Медіана доходів становила 50 313 долари для чоловіків та 38 500 доларів для жінок. За межею бідності перебувало 11,1 % осіб, у тому числі 17,4 % дітей у віці до 18 років та 1,1 % осіб у віці 65 років та старших.
Цивільне працевлаштоване населення становило 677 осіб. Основні галузі зайнятості: освіта, охорона здоров'я та соціальна допомога — 23,0 %, роздрібна торгівля — 14,5 %, виробництво — 10,0 %, науковці, спеціалісти, менеджери — 9,6 %.